# Oravická Magura
Oravická Magura je geomorfologický podcelek Skorušinských vrchů. Nejvyšším vrcholem podcelku je Magura s nadmořskou výškou 1232 m.

## Polohopis
Podcelek zabírá východní část pohoří a od západně ležící Skorušiny je oddělen údolím řeky Oravice. Severní hranice s Oravskou kotlinou vede přibližně v trase silnice II/520 (Vitanová - Suchá Hora). Jižně sousedí Zuberská brázda, podcelek Podtatranské brázdy . 

## Vybrané vrchy
- Magura (1232 m n. m.) - nejvyšší vrch podcelku
- Príslop (1164 m n. m.)
- Krupová (1065 m n. m.)
- Bučník (951 m n. m.)
- Bučinka (919 m n. m.)

## Turismus
Území leží za hranicí Tatranského národního parku a je takříkajíc ve stínu blízkých Roháčů. Na západním okraji leží turistické centrum oblasti Oravice, kde jsou možnosti ubytování, stravování i rekreace. V osadě je akvapark a na svazích Krupové i lyžařské středisko. Vybudovano je zde několik vzájemně propojených turistických stezek. 